# Automòbil

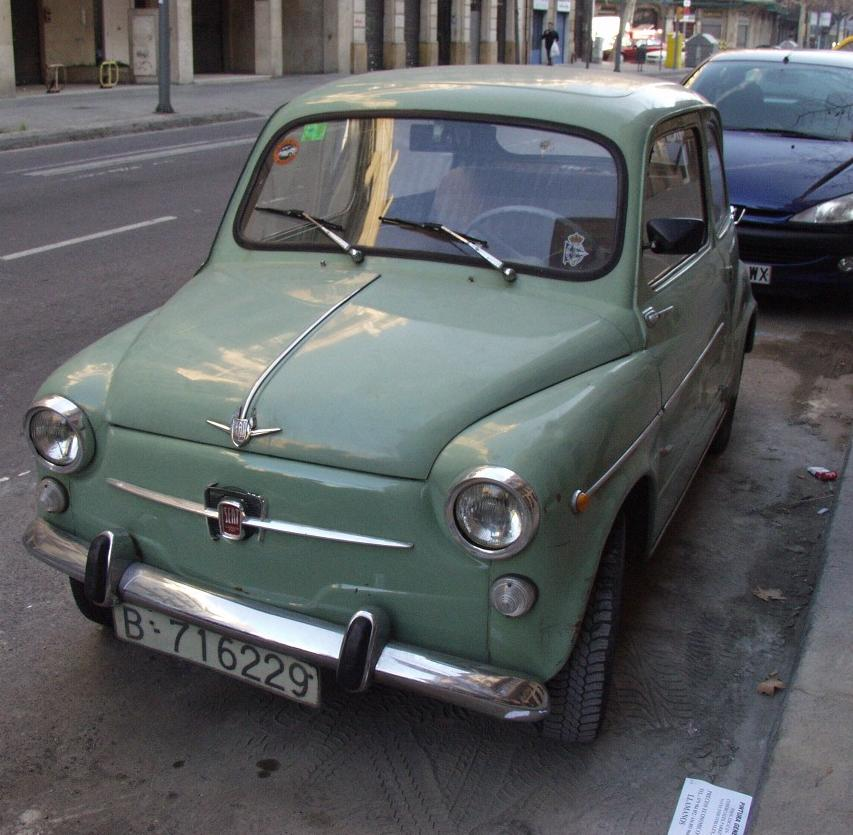
Seat 600.

Un automòbil (també se'n pot dir auto, cotxe o, només a la Catalunya del Nord, votura) és usualment un vehicle de quatre rodes amb motor destinat al transport de persones, amb capacitat entre dos i 7 seients. Es desplaça gràcies a un motor d'explosió a cop d'una mescla de gasolina, gasoil i aire. Recentment han començat a produir automòbils que funcionen amb motor elèctric, si bé l'autonomia d'aquests vehicles és encara limitada a causa de l'autonomia de les bateries. Per això, hi ha els vehicles híbrids, amb motors d'explosió combinats amb motors elèctrics que donen més autonomia i baix consum. Les rodes davanteres dels automòbils poden moure's cap a ambdós costats per realitzar girs i prendre els revolts.

## Origen del motcotxe
La teoria més acceptada és que ve de l'hongarès kocsi (pronunciació: ['kotʃi]), que és el gentilici del poble de Kocs ([kot͡ʃ]), on es fabricaven carruatges famosos en tot el país. Aquest en seria l'ètim primer, que passaria al francès, a l'espanyol, i d'aquesta llengua al català, amb la particularitat que en el català el mot cotxe ha passat a designar amb el temps un transport motoritzat. En català també es pot dir cotxe de línia a un autobús.

## Història de l'automòbil

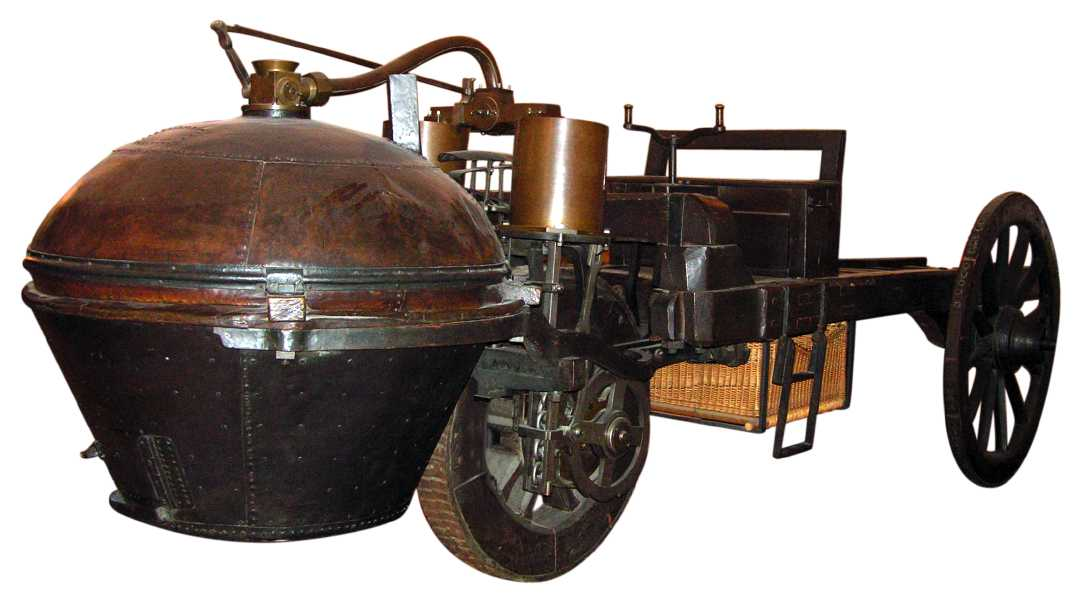
El Fardier, creat per l'inventor francès Nicholas-Joseph Cugnot el 1771, i considerat per alguns com el primer cotxe.

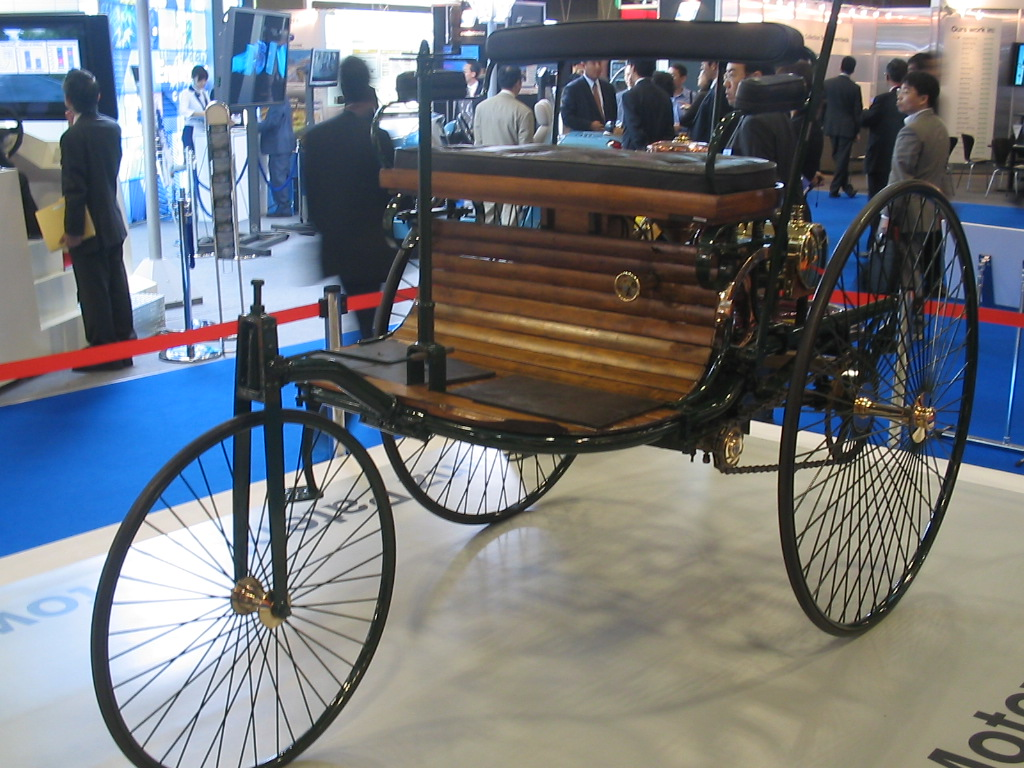
Benz auto, 1886.

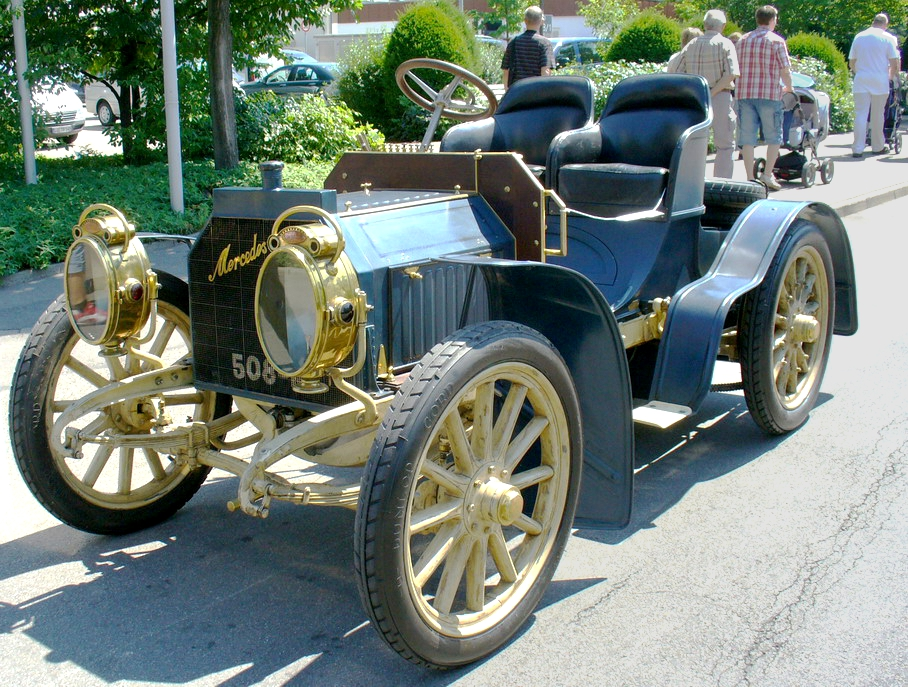
Mercedes Simplex de 1906.

Els primers cotxes es creu que es van fabricar a la Xina a final del segle xvii, i l'energia que els propulsava era la resultant del vapor.
Tot i això se sap que el primer cotxe de vapor va ser presentat l'any 1769 per l'escriptor i inventor francès Nicholas-Joseph Cugnot. La seva funció principal era de portar canons. Era un tricicle amb un pes de 4.500 kg aproximadament amb les rodes de fusta i les llantes de ferro. Aquest cotxe, però, es va estavellar i la seva rèplica va ser destruïda el 1771.
En el 1833, un professor alemany de química anomenat Eilhard Mitscherlich va descobrir que la benzina era la substància perfecte per fer la funció de combustible. El combustible va passar a anomenar-se nafta.
El projecte dels cotxes de vapor encara es trobava present, ja que es van posar en pràctica diverses vegades a Anglaterra. En aquest país es van construir més de 40 cotxes i tractors propulsats per vapor fins al 1840. Regularment circulaven 9 carruatges de vapor amb una capacitat d'entre 10 i 20 persones amb una velocitat mitjana d'uns 24 km/h. Es va cercar una manera més pràctica per moure els cotxes autopropulsats. La resposta es va trobar novament a Europa el 1860, gràcies al belga Jean Joseph Etienne Lenoir, que va descobrir el motor d'explosió. Sis anys més tard, en el 1866, l'alemany Gottlieb Daimler va construir el primer mitjà de transport propulsat gràcies a una combustió interna,un gegant de gairebé dues tones de pes. Aquest cotxe va ser presentat pel patró de Daimler, Nikolaus Otto, el 1867, a l'exposició de París. Aquest projecte va significar la base de la nova indústria.
Nikolaus Otto juntament amb Eugen Langen, van crear més tard el motor atmosfèric. Aquest, però, no va significar un gran avenç en la indústria de l'automobilisme.
Daimler va passar tres anys més de treball en aquest projecte per idear un mitjà de transport de només 41 kg. Aquest cotxe va ser el precursor dels motors d'explosió que es farien després.

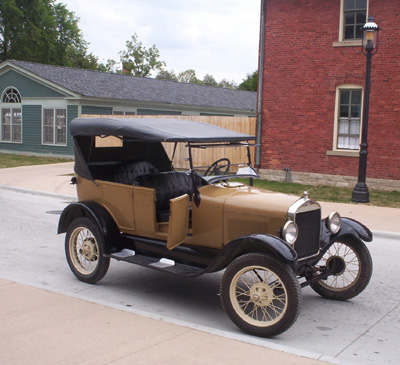
Model dels anys 1920, Ford T.

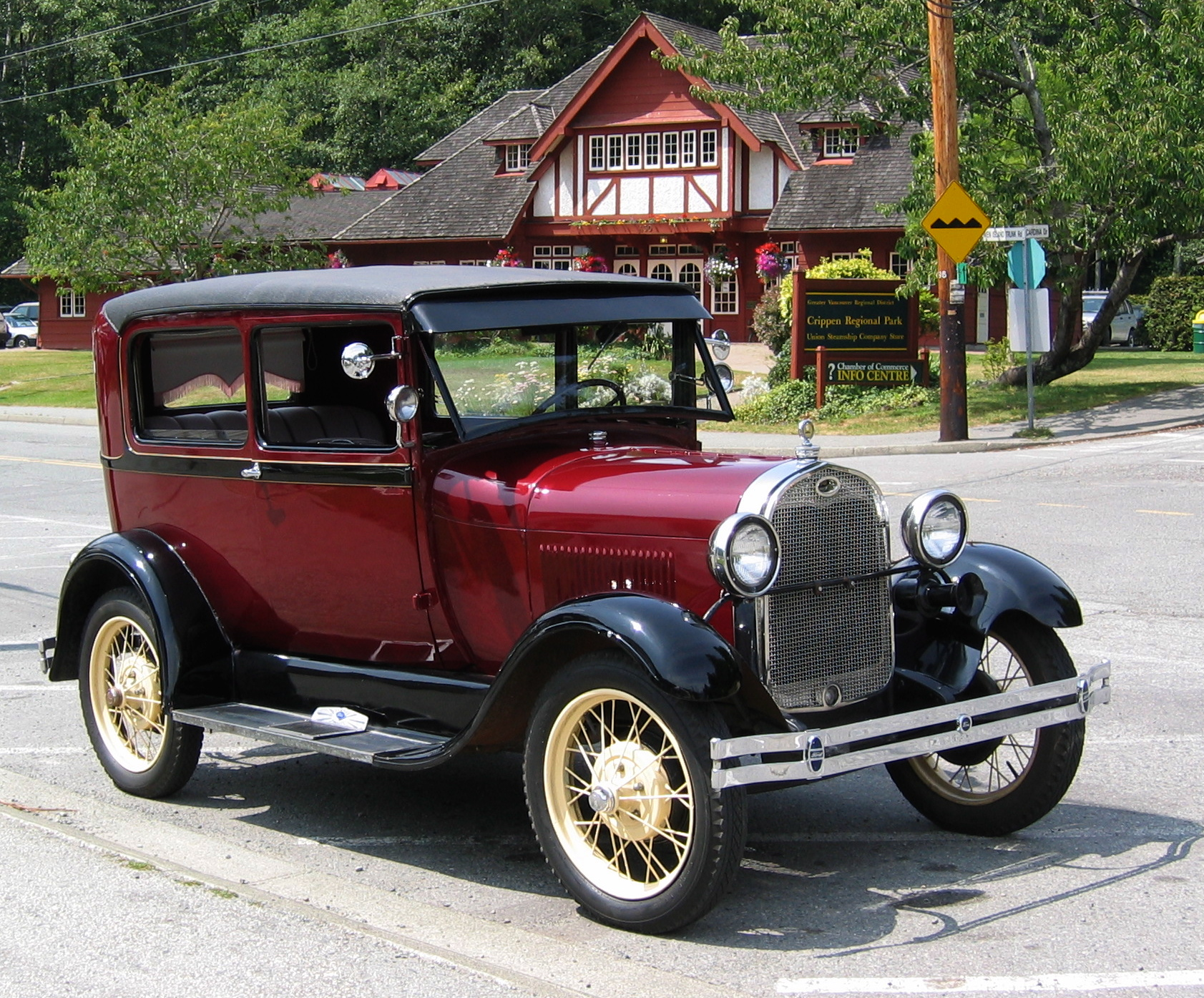
Ford del 1928.

Carl Friederich Benz (1844-1929) va ser un enginyer mecànic que va crear el primer vehicle utilitzable que funcionava amb un motor de combustió interna. Va començar a funcionar l'any 1885 i, un any més tard, en el 1886 va ser patentat el 26 de gener d'aquest any.
La roda inflable va ser inventada per l'escocès Robert William Thomson l'any 1875 i, un veterinari compatriota seu anomenat John Boyd Dunlop la va millorar. Va fer un pneumàtic l'any 1888 que es podia utilitzar en cotxes i bicicletes.
El 1889, Francesc Bonet i Dalmau patentà a Barcelona el primer vehicle amb motor d'explosió de la península Ibèrica, el Tricicle Bonet.
El 1893, Benz va construir un cotxe de quatre rodes. Amb aquest vehicle es va començar a identificar cada cotxe amb la seva marca, ja que Benz va posar la marca que portava el seu nom a les rodes.
L'any 1897, després de diversos estudis i esforços, Robert Bosch va aconseguir de crear un sistema d'encesa de la mescla del cilindre molt pràctic. Mentre que l'enginyer Rudolf Diesel va idear un nou cicle de funcionament que porta el seu nom. El 1899 va crear el primer cotxe de carreres.
La marca Benz va atravesar una petita crisi a principi del segle xx, ja que Benz no volia innovar els seus automòbils amb els últims avenços descoberts per altres enginyers pioners en el món de l'automòbil com Daimler i el seu soci Wilhelm Maybach.
Durant tot el segle xix i, principalment, a l'inici, cal dir que va haver-hi molta competència entre les fàbriques i molts enginyers es van preocupar de millorar elements que formaven part del vehicle com per exemple: frens, transmissió, esmorteïdors, la carburació i el sistema d'arrencada d'entre d'altres. A finals del segle xix, un jove francès que es deia Louis Renault va fer un cotxe al garatge de casa els seus pares. D'aquest cotxe en sortí una altra marca que avui dia encara està present al mercat de l'automòbil.
En tot aquest temps van sortir molts altres pioners de l'automòbil com per exemple el nord-americà Henry Ford. En el 1908, Ford va efectuar un gran avenç en el món de l'automòbil i en el món de la fabricació d'altres objectes, ja que va posar en marxa un nou sistema de fabricació d'automòbils que aprofitava la divisió del treball.
Aquest sistema es va anomenar producció en sèrie i consistia en el fet que els productes anaven recorrent una trajectòria fixa, prèviament establerta, i passaven per davant de diversos operaris, cadascun dels quals s'encarregaven de fer sobre cada producte un petit conjunt de tasques bàsiques. Amb aquest mètode va aconseguir de fabricar a uns costos molt més baixos. Ford Motor Company va comercialitzar un model de cotxe que es va vendre molt posteriorment del descobriment de la producció en sèrie. Aquest model és el Ford T.
L'any 1929 la Daimler Motoren Gesellschaft va unir-se amb la marca Mercedes-Benz formant així la Daimler-Benz, que més tard es convertirà en l'actual Mercedes Benz.
El 1972, Volkswagen va batre l'espectacular xifra de 15 milions de Ford T amb el llançament del popular i fascinador "Escarabat".

## Components de l'automòbil

### Motor
El motor és un dels elements fonamentals necessaris per al funcionament de l'automòbil. Transforma energia no-mecànica - generalment química o elèctrica - en energia mecànica, genera un treball capaç de posar en moviment l'automòbil. Les seves prestacions generalment es mesuren en termes de potència (cavalls de vapor o quilowatts) i de parell (Newtons-metre).

#### Motor tèrmic

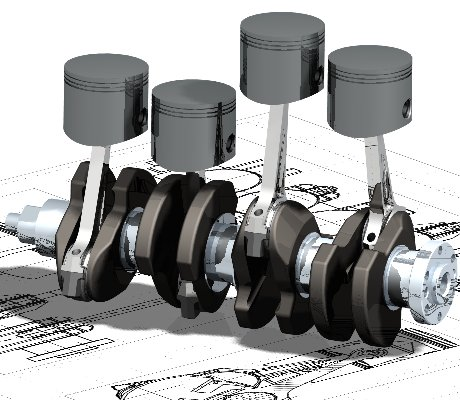
Una vista isomètrica dels pistons i del cigonyal d'un motor de quatre cilindres en línia.

La majoria dels automòbils, de començaments del segle xxi, són propulsats per un motor de combustió interna, anomenat habitualment i equivocadament, motor d'explosió. Aquest motor transforma energia química, en energia calorífica per a la combustió del carburant - barreja d'aire i d'hidrocarburs - i llavors en energia mecànica per mitjà d'un sistema biela-manovella. El carburant líquid es transporta del dipòsit al motor per una bomba elèctrica a través d'un conducte i d'un filtre. Quan el carburant és gasós, aquest arriba al motor a través d'un descompressor.
El sistema biela-manovella funciona d'acord amb el principi següent: un pistó sobre el qual s'exerceix la pressió dels gasos procedents de la inflamació del carburant arrossega una biela que, connectada a un cigonyal, genera un moviment de rotació d'aquest últim. Així es genera un parell. El motor tèrmic generalment està constituït per diversos conjunts biela-pistó connectats a un mateix cigonyal. El seu arranjament al motor és l'origen de les diferents configuracions dels motors.
Es distingeixen dos grans tipus de motors de combustió interna: els motors d'encesa per guspira, també anomenats d'encesa provocada (MEP) i els motors d'encesa per compressió (MEC). Aquestes dues categories de motors es distingeixen principalment pel tipus d'hidrocarburs utilitzats per al carburant, el mètode d'inflamació dels gasos (carburant) i les seves prestacions. El rendiment teòric del motor tèrmic d'automoció varia entre el 30 i el 45%. Aquests valors, relativament petits, s'expliquen pel fet que les lleis de la termodinàmica imposen un límit màxim al rendiment en funció de les temperatures a què opera el motor, i perquè una part de l'energia química es perd en fregaments mecànics, en transmissió de calor i per bombament dels fluids. El calors s'evacua en els gasos d'escapament - productes de la combustió del carburant - i també pels sistemes de refrigeració del motor (bescanviador aire/aigua, aire/oli) anomenats radiadors.

#### Motor elèctric

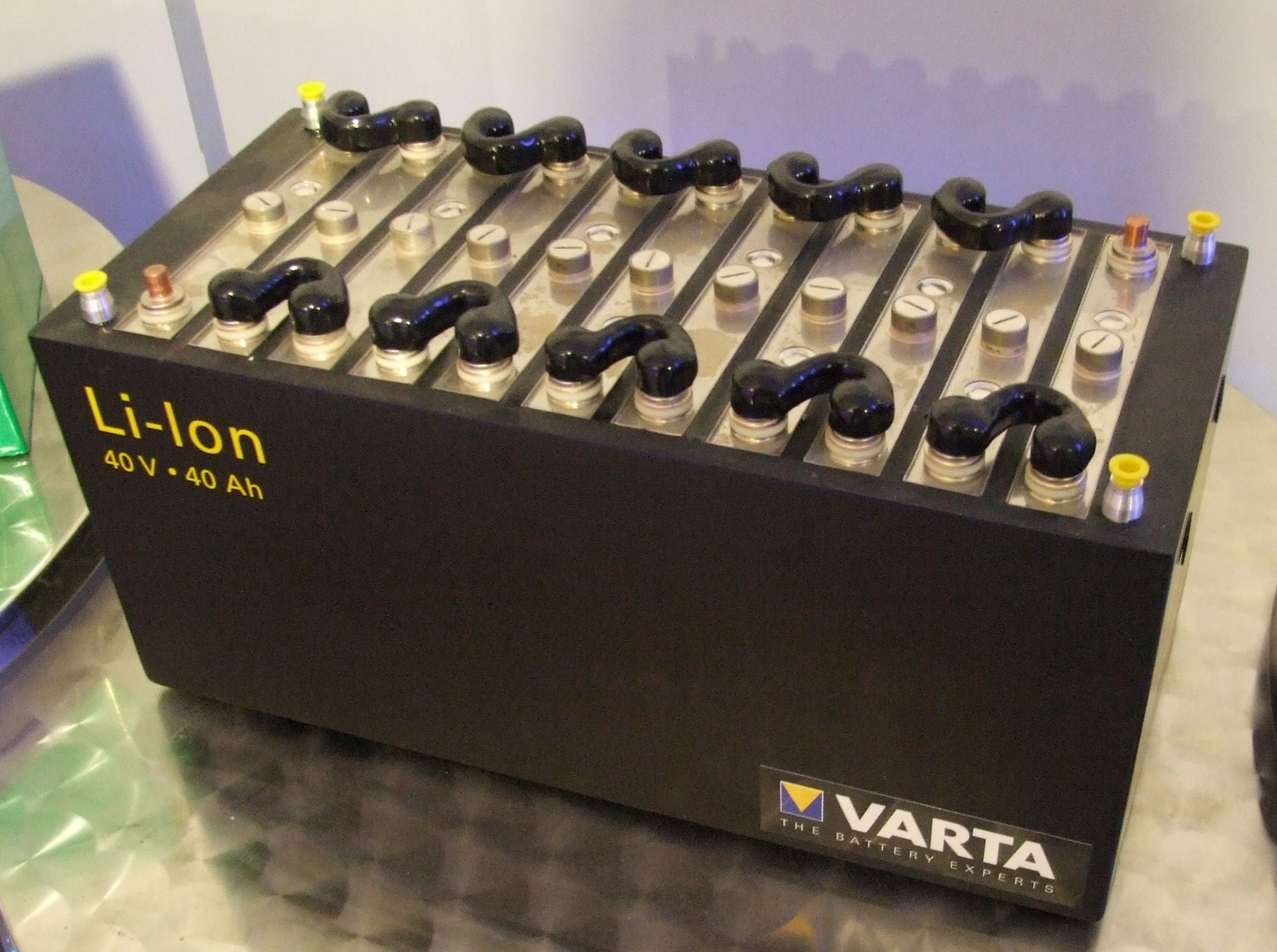
Les bateries d'ió liti són les que generalment fan servir els automòbils elèctrics.

Aparegut el 1834 i popularitzat gràcies al rècord de velocitat de la Jamais Contente, el vehicle amb motor elèctric era, a finals dels anys 1800 i a principis del 1900, molt més populars que el tèrmic. Entre els seus avantatges, es poden citar que podien funcionar tot el dia sense necessitat de recarregar les bateries (ja que la velocitat estava fixada entre 12 i 20 quilòmetres per hora per adaptar-se als vehicles de tracció animal), no necessitaven canvi de marxa ni s'havia d'arrancar amb manovella. En comparació als vehicles a benzina, eren molt més agradables d'utilitzar. Però quan després de la Primera Guerra Mundial, es van augmentar els límits de velocitat i es van fer habituals els desplaçaments entre poblacions, els vehicles elèctrics es van anar substituint pels de benzina.
L'automòbil elèctric ha tornat a rebre atenció a la fi dels anys 1990, ja que el seu impacte ambiental és, en principi, menor que un automòbil «tèrmic» i el seu funcionament més silenciós, menys contaminant i molt flexible. Un o diversos motors elèctrics poden assegurar parcialment o totalment la producció d'energia mecànica de l'automòbil.
Aquests motors treuen la seva energia de bateries d'acumuladors. Durant les fases d'acceleració, el motor transforma l'energia elèctrica en treball (fase «motor») mentre que en el moment de les fases de frenada, transformen la força inercial del vehicle en energia elèctrica (fase «generador») permetent, així, recarregar la bateria. Un sistema de regulació bidireccional administra els intercanvis entre els motors, generadors i la bateria. Variants al motor elèctric estan en procés de desenvolupament i fan servir un sistema de pila de combustible per subministrar l'energia elèctrica.
Dos tipus de motors elèctrics permeten propulsar l'automòbil: els motors de corrent altern i els motors de corrent continu. Aquests motors estan compostos d'un rotor (part giratòria) i d'un estator (part fixa). De manera simplificada, l'energia elèctrica es transmet als bobinats del rotor que, per magnetisme amb els bobinats de l'estator, generen la rotació del rotor (fase «motor»). En ser les màquines elèctriques reversibles, l'energia cinètica de l'automòbil pot posar en moviment el rotor que per magnetisme, genera energia elèctrica (fase «generador»).

#### Propulsió hibrida

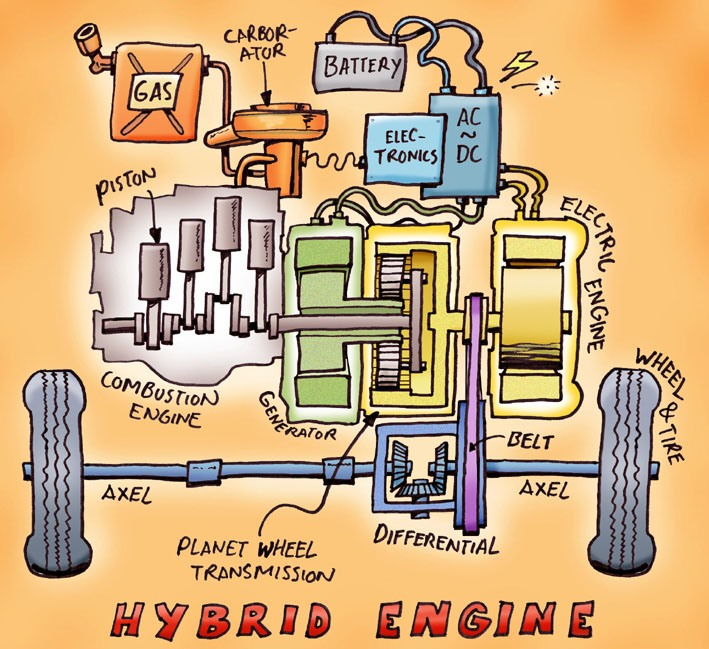
Il·lustració del funcionament d'un vehicle híbrid.

Com el seu nom indica, un vehicle híbrid és una hibridació entre un vehicle amb motor tèrmic i un amb motor elèctric per tal de combinar-ne els avantatges. Els dos tipus de motors muntats sobre el vehicle, un sistema informàtic embarcat combinat amb una electrònica de potència administra la seva complementarietat, així com els recursos disponibles en funció de les demandes i de les restriccions.
Aquest tipus de motorització, tot i ser més complex de dissenyar i fabricar, és en teoria particularment ecològic respecte als sistemes clàssic tèrmic o elèctric.
Permet en particular una emissió de monòxid de carboni (CO) clarament inferior al d'un motor tèrmic únic. L'avantatge més evident és la no-contaminació pels gasos d'escapament dels indrets on aquestes emissions són menys desitjables - les ciutats per exemple - ja que el motor elèctric funciona sol fins a una certa velocitat, tret que, és clar, les bateries no estiguin descarregades. El motor tèrmic pren, llavors, el relleu.

### Transmissió
El motor, elèctric o tèrmic, subministren un parell sobre el seu eix de sortida. Aquest parell ha de ser transmès a les rodes per permetre el desplaçament de l'automòbil. Els diferents òrgans de transmissió - l'embragatge, la caixa de canvi, els ponts i el diferencial entre d'altres - asseguren aquesta funció.

#### Caixa de canvis

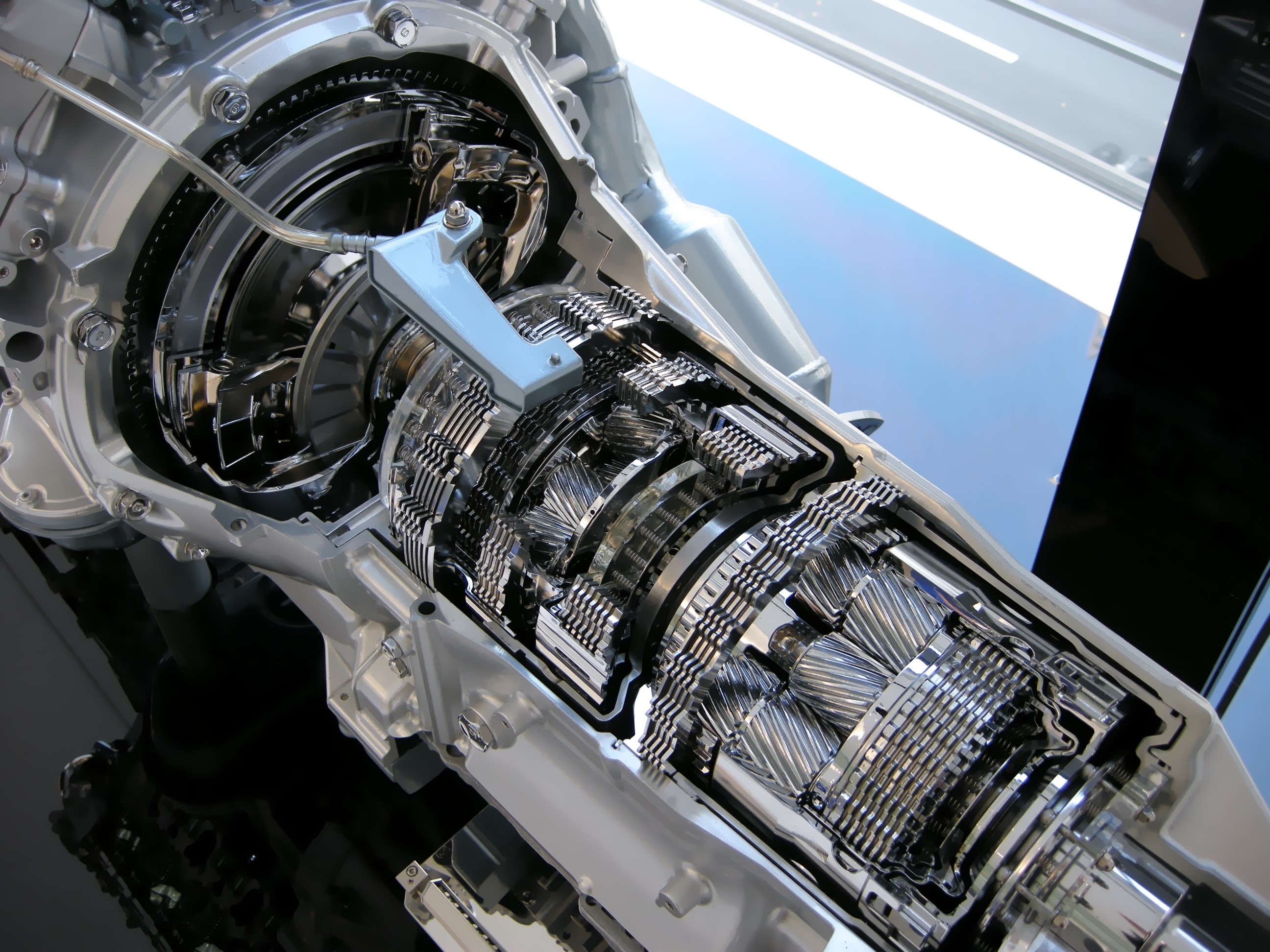
Caixa de canvi automàtica d'un Lexus IS.

La caixa de canvis és l'element mecànic que permet modificar la velocitat d'un cotxe fins i tot si la velocitat de rotació del motor és constant. En el cas del motor d'explosió, permet sobretot adaptar el parell motriu disponible a les necessitats del conductor. La caixa de canvi habitualment es connecta al motor amb l'ajuda d'un embragatge, element que permet aïllar la transmissió del motor.
Una caixa de canvi està composta per un conjunt d'engranatges mòbils i fixos sobre eixos, tancats en un càrter estanc i lubrificat per xipolleig o a pressió. Aquest sistema permet modificar la relació de desmultiplicació - relació entre la velocitat de rotació del motor i la de les "rodes motrius" (les provoquen la tracció) - indispensable entre les rodes i el motor, donat que els motors d'explosió no generen pas un parell disponible prou gran a tots els règims de rotació.

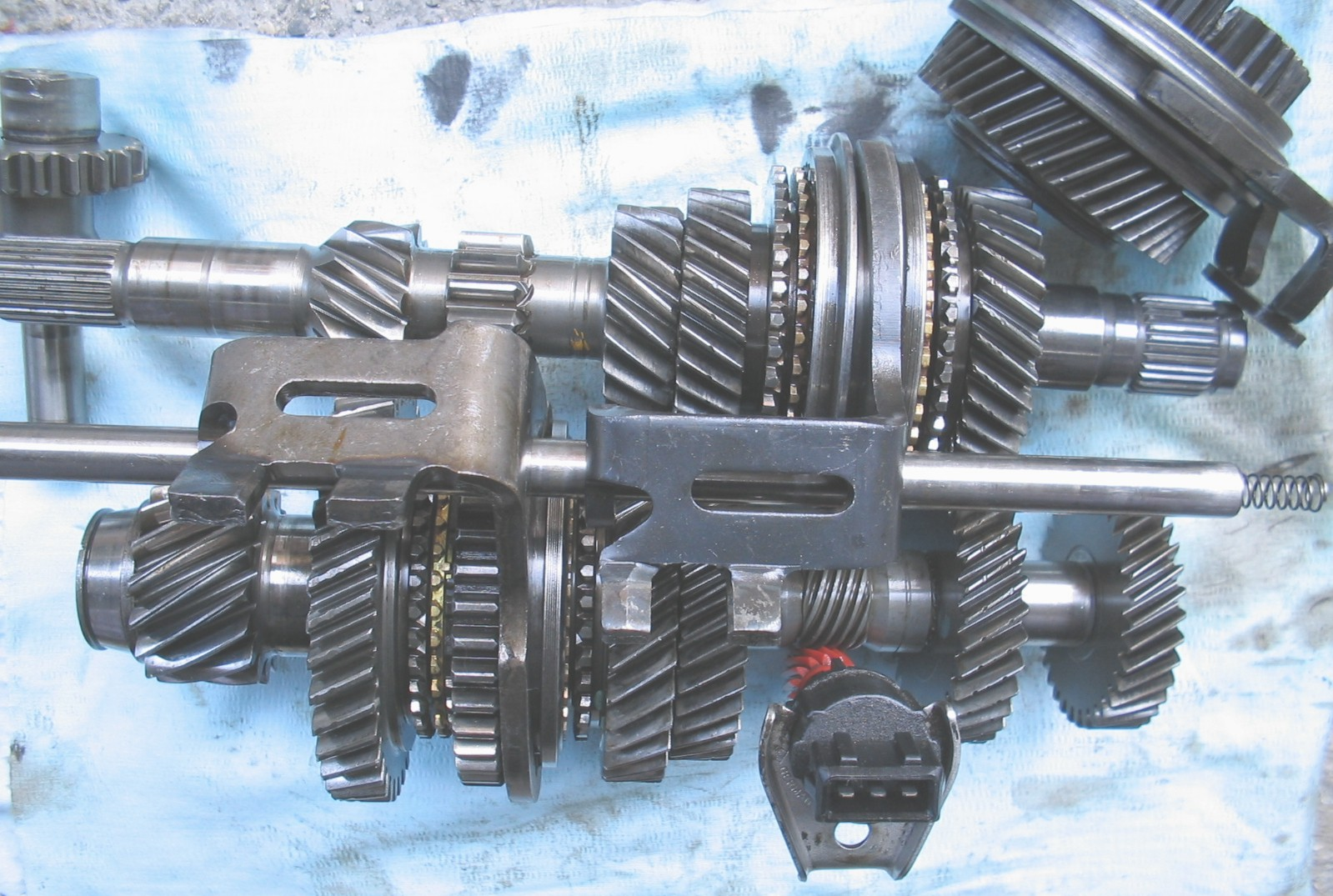
Caixa de canvi manual de 5 marxes en H i marxa enrere d'un volkswagen golf 1600 sèrie 4.

Les caixes de canvi es poden classificar en quatre grans tipus: els canvis manuals, els robotitzats, els automàtics i els de variació contínua.
Les caixes de canvi manuals són administrades únicament pel conductor. El conductor desembraga el motor per tal de desconnectar-lo de la transmissió i modifica la relació de desmultiplicació accionant la palanca de canvi de velocitat. Les caixes robotitzades funcionen més o menys amb el mateix principi, exceptuat el fet que el canvi de relació és accionat per motors o actuadors (hidràulics o electrotècnics). El conductor pot efectuar la maniobra o deixar que un autòmat electrònic se n'encarregui.
Una caixa de canvi automàtica ofereix una comoditat suplementària, ja que no requereix la interrupció de la tracció per canviar de relació de transmissió. La gestió d'altra banda es confia completament a un autòmat electrònic al servei de d'hidràulica. Les relacions de desmultiplicació no es materialitzen amb l'ajuda d'una sèrie de pinyons sinó amb l'ajuda d'un tren epicicloïdal en cascada (per exemple, el tren de Ravigneaux) frenant unes corones o uns planetaris. Un convertidor de parell hidràulic col·locat entre el motor i la caixa, augmenta el parell disponible a baix règim, filtra els cops i reemplaça l'embragatge clàssic.
Finalment, una caixa de canvi amb variació continua (CVT) és d'una concepció radicalment diferent. Aquestes caixes ofereixen una infinitat de relacions de transmissió sense salts, ni ruptura de la propulsió i una adaptació constant entre el règim de rotació del motor i la seva càrrega instantània. Hi ha diverses formes de realitzar-les una és amb una corretja que enllaça dues politges -una costat motor i una costat diferencial- els diàmetres de les quals varien automàticament, adaptant així el parell subministrat pel motor a la demanda.

#### Pont i arbre de transmissió
En els vehicles amb tracció a les rodes de davant i motor al davant el pont és el conjunt que integra l'eix que rep el parell que surt de la caixa de canvi, el diferencial que transmet el moviment als dos arbres de sortida, i els paliers, que es connecten amb els arbres a través de juntes cardan o universals, que permeten variar l'angle del palier i adaptar-se a la posició relativa entre la roda i el xassís, que varia degut a l'elasticitat dels amortidors.
En automòbils amb diferents disposicions relatives entre el motor i les rodes motrius que poden ser dues o quatre, l'arbre de transmissió recull aquestes funcions amb un o dos diferencials (en cas de transmissió a les quatre rodes) i diferents arbres connectats amb juntes universals.

#### Diferencial

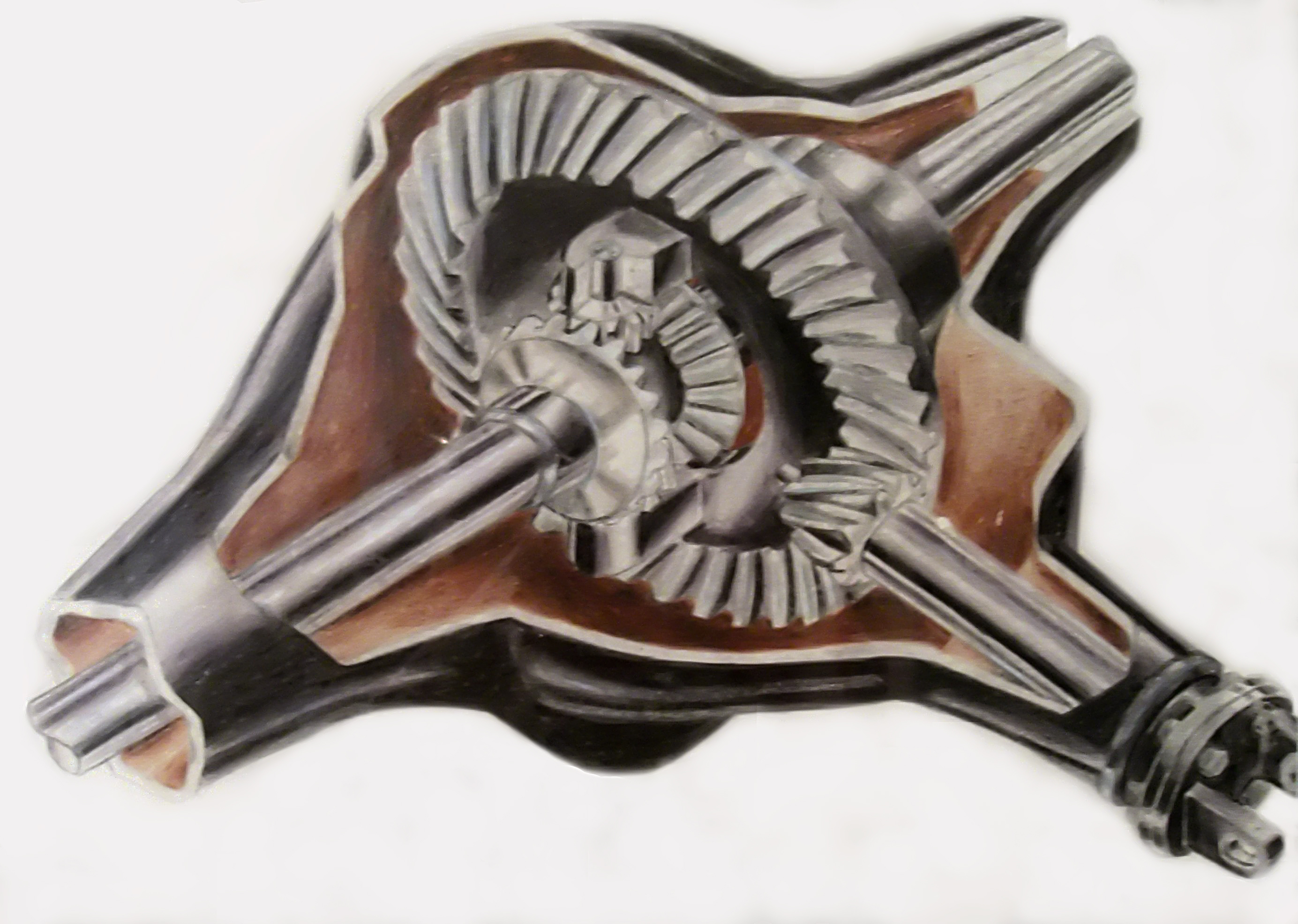
Secció d'un mecanisme diferencial d'un automòbil amb tracció al darrere. La barra de transmissió, a reves d'un pinyó fa girar la corona que és solidària al porta-satel·lits, els satel·lits engranen simultàniament amb dos planetes que transmeten el moviment un a cada roda a través dels paliers.

El diferencial és el dispositiu que permet que les rodes motrius de l'automòbil girin a velocitats diferents a les corbes mentre se'ls continua aplicant parell. Normalment, els diferencials es materialitzen emprant engranatges cònics el parell s'aplica al porta satel·lits i els satel·lits engranen simultàniament amb dos planetes iguals. D'aquesta forma el parell transmès a les dues rodes és sempre igual independentment de la velocitat de cada una. El diferencial permet diferències de velocitat entre les rodes, però de forma que la suma de velocitats sempre es mantingui constant i igual a la velocitat del porta-satel·lits. Si una de les rodes llisca i perd la tracció el diferencial permet que l'altra adopti la velocitat necessària perquè cap de les dues transmeti parell. Per evitar aquesta situació de pèrdua de tracció en casos on només patina una de les dues rodes, hi ha diferencials amb sistemes d'auto blocatge o de limitació del lliscament entre les dues rodes, que bloquen la roda que patina per poder continuar transmetent parell a l'altre de forma que el vehicle pugui avançar i sortir de la situació.

#### Sistema de frenada

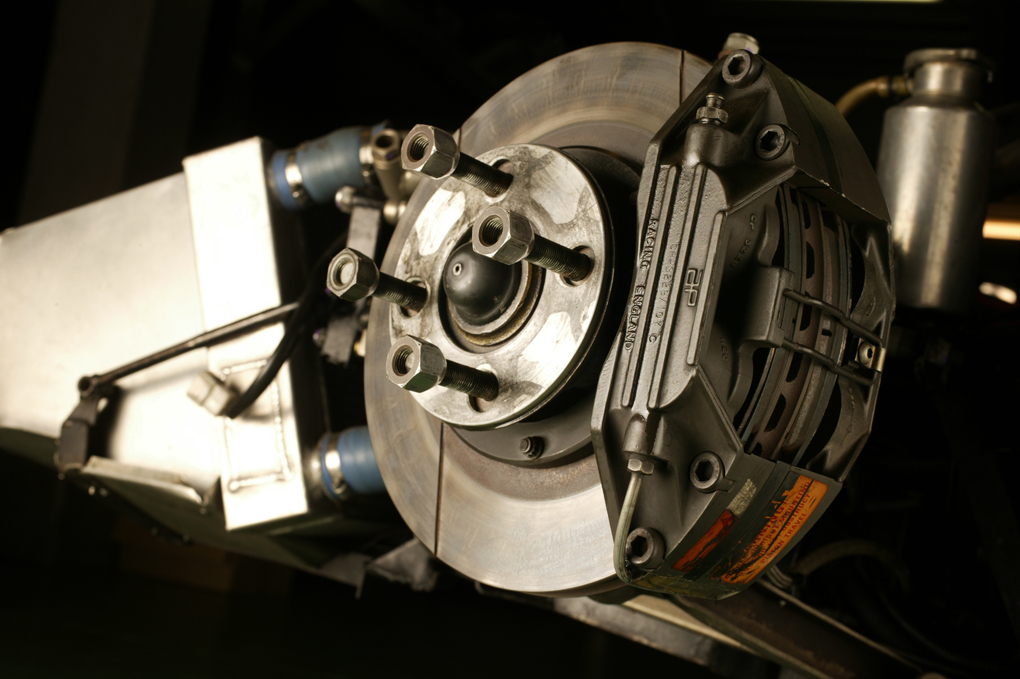
Fotografia d'un fre de disc.

Mentre que el motor permet posar en moviment l'automòbil, el sistema de fre permet reduir-ne la velocitat fins a parar-lo. Per això, hi ha tres opcions. La primera consisteix a utilitzar el «fre motor», tècnica que fa servir el motor per frenar el vehicle. Al no alimentar-lo de carburant es comporta com a compressor, i utilitza l'energia cinètica de l'automòbil per arrossegar el funcionament del motor, fet que genera una resistència a l'avançament. Canviant de relació de la caixa de canvi, el règim-motor augmenta i ofereix una major resistència.
De manera més convencional, el conductor atura l'automòbil gràcies al fre principal o de servei. Una pressió sobre el pedal de fre posa en marxa el funcionament dels frens que transformen en calor, l'energia cinètica acumulada pel vehicle. Aquests frens són, actualment, de comandament hidràulic encara que n'hi comença a haver de comandament elèctric.
Finalment, l'automòbil pot ser immobilitzat amb l'ajuda del "fre de mà". Una palanca acciona un mecanisme de fre -generalment amb l'ajuda d'un cable- actuant davant o més sovint darrere bloquejant les rodes. Aquest fre es fa servir únicament per a l'estacionament del vehicle. Fa alguns anys, els frens de comandament elèctric s'estan generalitzant i reemplacen a poc a poc el fre a mà de comandament per cable.

#### Suspensió

Animació d'una suspensió.

En general, el terme de suspensió es fa servir per designar una relació elàstica deformable entre elements d'un vehicle.
La suspensió entre les rodes i el xassís contribueix a l'adherència del vehicle, a la comoditat dels ocupants i a la reducció de l'energia transmesa a l'estructura del vehicle i els seus equips per millorar-ne la fiabilitat. En el cas més general, un sistema de braços associats a una o diverses molles, acoblat a un amortidor hidràulic, constitueix una relació elàstica entre cada roda i el xassís del vehicle. Aquest muntatge mecànic és de disseny molt variable en funció dels models i dels constructors. Alguns fan servir sistemes hidro-neumàtics complexos i assistits electrònicament. Però el cost d'aquest tipus de suspensió és tal, que està reservada als vehicles gamma alta.
La suspensió entre el motor i el xassís contribueix a atenuar els sorolls i les vibracions que el motor transmet a l'estructura del vehicle, tant en "ralentír" (mot utilitzat en mecànica per dir que el motor funciona al mínim règim i sense càrregues), com en les diferents fases de conducció, així com a la fiabilitat de les estructures (caixa i motor). La connexió elàstica es materialitza amb cautxú natural o artificial, les formes i les dureses del qual s'escullen en funció de resultat que es pretén (suspensió més o menys flexible, més o menys esmorteïda).
Hi ha dos tipus principals de suspensions: independent i rígida. En una suspensió independent, cada roda pot efectuar moviments sense influir a l'altra roda del mateix eix. És el tipus de suspensió més utilitzat per als vehicles particulars. Ofereix una bona adherència i una bona comoditat. En una suspensió rígida, les rodes d'un i fins i tot dels dos eixos es lliguen de manera rígida, els moviments d'una influencien l'altre. Aquest tipus de suspensions es fan servir per als vehicles pesants, ja que permeten suportar càrregues pesants. Els eixos rígids també es fan servir en vehicles tot terreny per la seva robustesa.

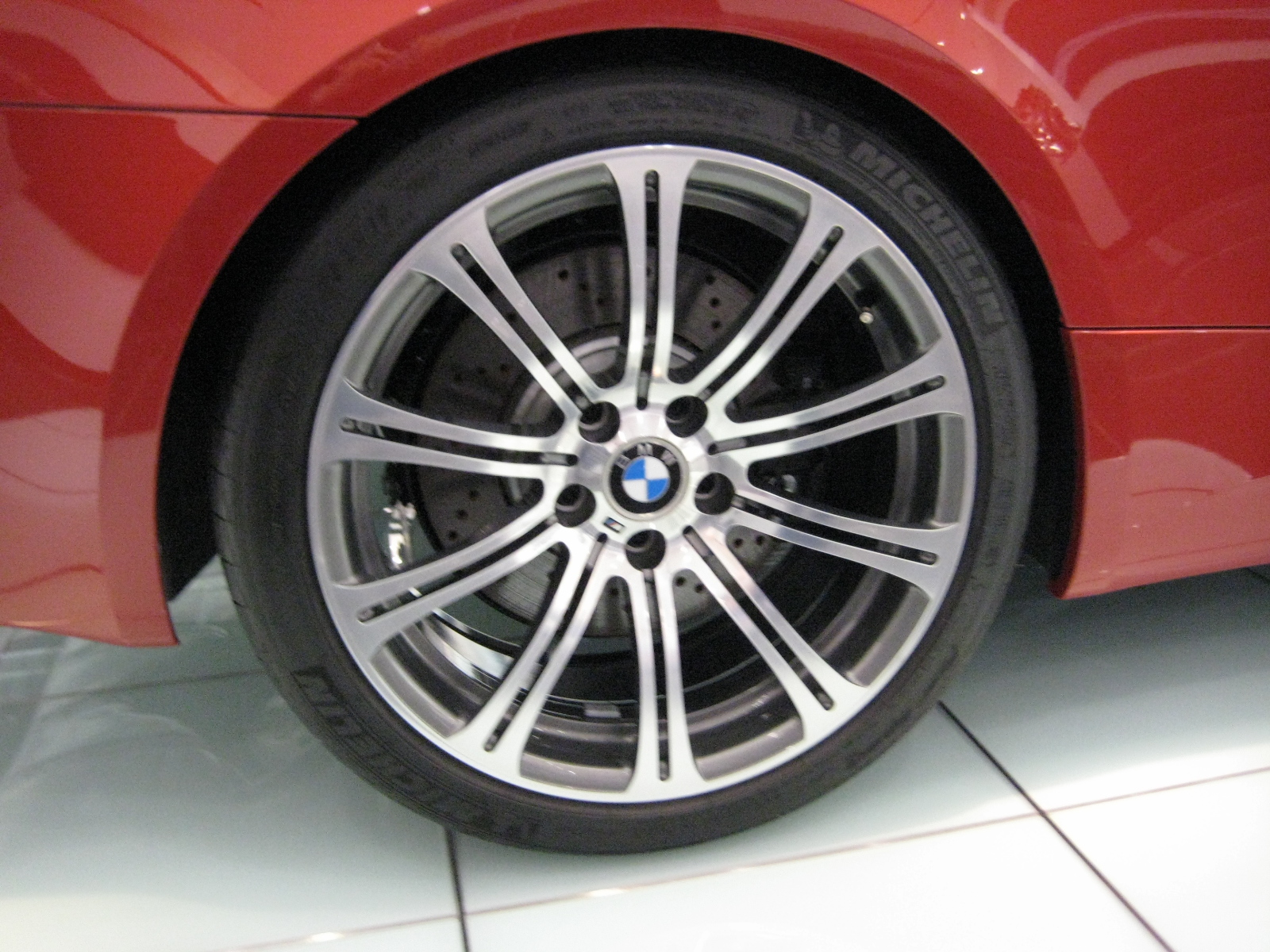
Pneumàtic Michelin muntat en una llanda amb 10 braços d'un BMW M3 E92.

#### Rodes
Les rodes d'un automòbil són quatre, més (generalment) una roda de recanvi no muntada. Aquesta última de vegades es reemplaça per un conjunt antipunxada o, per motius de reducció d'espai, per una roda dotada d'un pneumàtic reduït que permet circular a velocitat moderada fins al pròxim garatge. Cada roda està formada del muntatge d'un pneumàtic sobre una llanda. Aquest conjunt forma un espai estanc inflat d'aire o de vegades de nitrogen (per reduir les pèrdues).
Els pneumàtics tenen un paper molt important, ja que constitueixen la interfície entre el sòl i el vehicle i contribueixen a l'establiment d'accions mecàniques (forces) del sòl sobre el vehicle (fre, acceleració i gir). Per aquesta raó, és important mantenir els pneumàtics en bon estat, amb una pressió d'inflat adequada. A més de les condicions d'adherència (glaç, neu, pluja, etc.), la qualitat del contacte entre el sòl i els pneumàtics és també molt important. Per això, el paper dels pneumàtics està vinculat al de les suspensions.

### Control
Els comandaments designen el conjunt dels elements d'un automòbil que permeten al conductor conduir-lo. Aquesta tasca seria extremadament difícil d'efectuar si el conductor rebés informació de l'estat físic en el qual es troba l'automòbil. És la raó per la qual els comandaments s'associen al taulell de control.

#### Direcció

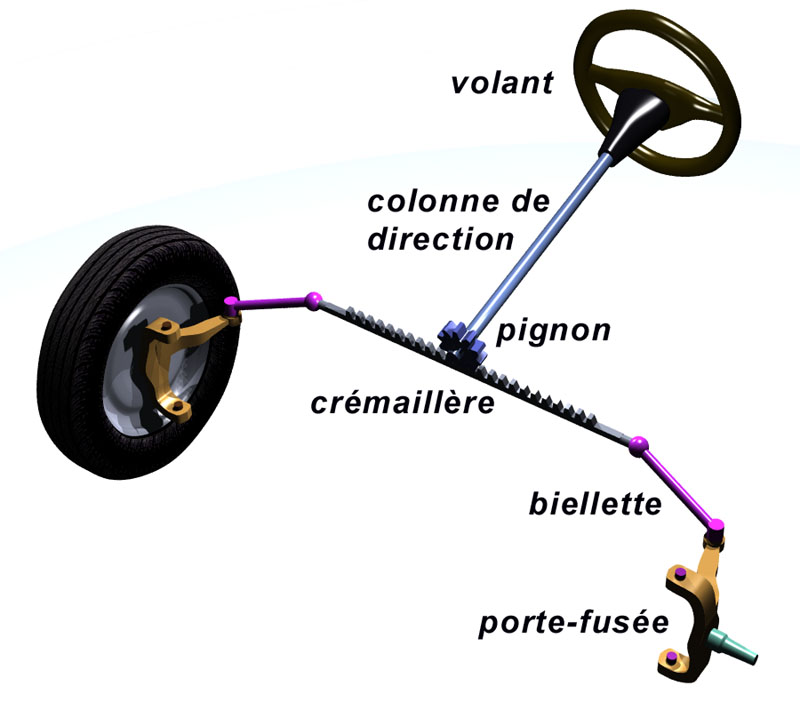
Esquema d'una direcció de cremallera.

El sistema de direcció permet orientar l'automòbil en la direcció desitjada. Aquest sistema es compon entre altres d'un dispositiu de control -generalment un volant circular- que permet que les mans del conductor apliquin una parell sobre el sistema de direcció. El volant, situat davant del conductor, és, en general, regulable per adaptar-se el millor possible a la morfologia i als costums dels conductors. La transmissió del moviment imprès pel conductor es fa sobre la columna de direcció fixada en el centre del volant de control; transmet el parell a les maneguetes de direcció (que actuen directament sobre les rodes) per mitjà d'una caixa de direcció. Aquesta caixa és o bé un sistema pinyó cremallera, o bé un sistema de vis sens fi.
Quan l'automòbil es desplaça en línia recta, les rodes de davant giren entorn d'un mateix eix paral·lel al de les rodes de darrere. En canvi, en el moment d'un gir, les rodes de davant ja no són paral·leles, ja que els seus eixos i el de les rodes de darrere han de ser concurrents en un punt, el centre instantani de rotació.
Generalment s'associa a la direcció a un sistema d'assistència que permet al conductor no a haver d'aplicar un esforç important sobre el volant. És generalment autoadaptatiu amplificant més o menys les forces impreses al volant d'acord amb els esforços necessaris per dirigir el vehicle. Aquests esforços per la seva naturalesa són variables i inversament proporcionals a la velocitat del vehicle. Aquesta assistència, tradicionalment hidràulica, es regula amb la velocitat per tal d'augmentar l'estabilitat a alta velocitat sense penalitzar la manejabilitat a baixa velocitat. També pot ser elèctrica emprant un motor elèctric. Aquest sistema és més econòmic, donat que resta inactiu en línia recta, mentre que un sistema hidràulic sempre ha de romandre amb pressió.

#### Pedals

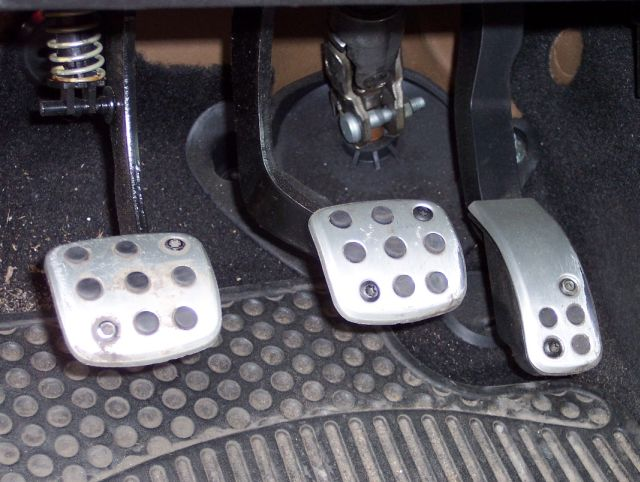
Pedals d'un Peugeot 206.

Els pedals són els comandaments que permeten al conductor d'actuar sobre el grup motopropulsor de l'automòbil, així com sobre el sistema principal de fre. De dreta a esquerra hi ha el pedal de l'accelerador, que permet regular la potència requerida al motor; el pedal del fre que transmet al sistema de fre una força proporcional a la pressió exercitada sobre aquest pedal; i, finalment, el pedal d'embragatge, present només en els vehicles amb caixa de canvi manual, que permet el canvi de relació de transmissió de la caixa de canvi desacoblant -la del motor, produint una interrupció de la tracció.

#### Tauler de control

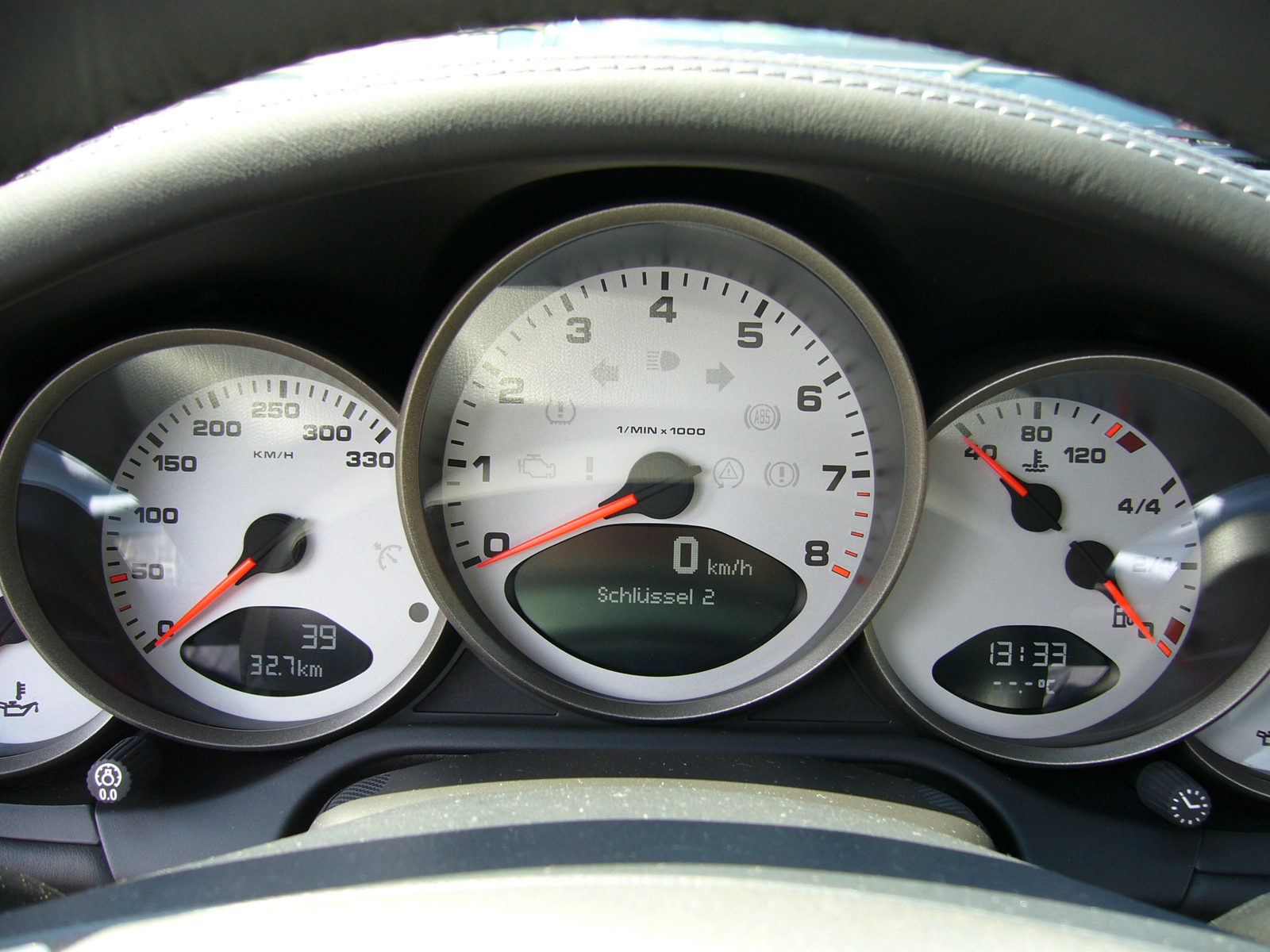
Taulell de control d'un Porsche 911.

Sota una visera integrada al tauler de control (protegint el parabrisa de les reflexions lluminoses), generalment enfront del conductor i, de vegades en el centre del tauler de control, però girat cap al conductor es troba un conjunt encarregat del manteniment de cartells indicadors de l'estat físic de l'automòbil.
Un indicador de velocitat, obligatòria, implica un comptador o odòmetre, no reinicialitzable, que totalitza els quilòmetres recorreguts pel vehicle, així com un comptador amb posada a zero per a ús diari. Un indicador de nivell de carburant indica el volum de carburant que queda en el dipòsit. Testimonis lluminosos es disposen, sota la mateixa visera, que recorden al conductor certs esdeveniments: encesa dels llums de posició, de cruïlla i de carretera, així com dels intermitents i de la senyalització annexa.
Els indicadors d'alerta - falta de pressió d'oli, temperatura excessiva d'aigua, falta de càrrega de la bateria i, indicador de funcionament de diversos accessoris - s'agrupen en el mateix espai. Es poden afegir diferents indicadors -temperatura de l'oli, temperatura de l'aigua, temperatura de l'aire, pressió de l'oli, pressió del turbo, voltímetre, amperímetre-. Finalment, sovint hi ha un compta-revolucions que indica el nombre de voltes del motor per minut. Conté una zona delimitada en vermell que indica la velocitat de rotació del motor que no s'ha de superar.

### Sistemes de seguretat

#### Sistemes de seguretat activa

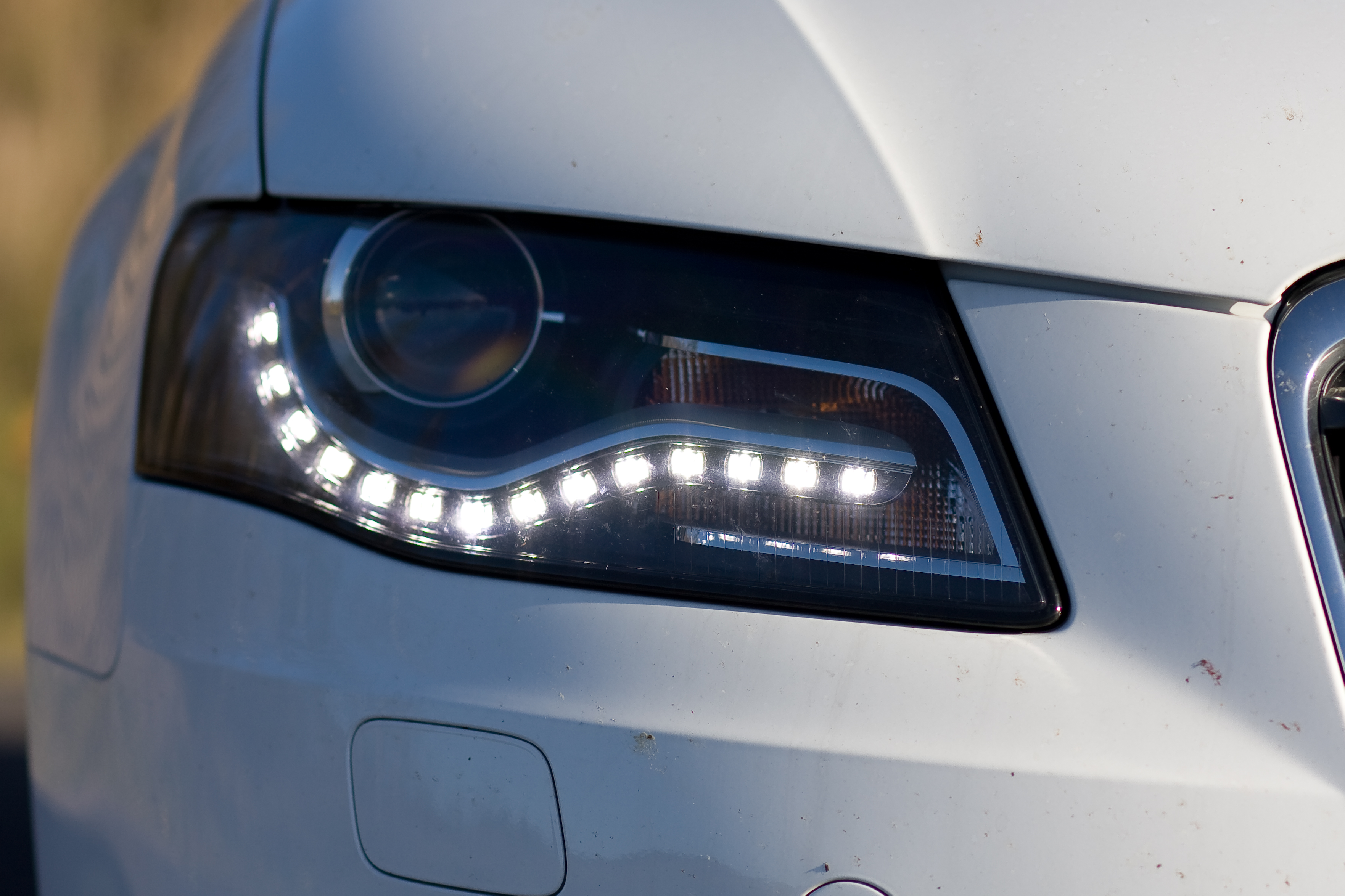
Enllumenat de dia amb LED d'un Audi A4 B8.

Els «sistemes de seguretat activa» designes el conjunt dels elements que es posen en joc en la utilització de l'automòbil per tal d'evitar un accident. Aquesta categoria d'elements reuneix el conjunt de les assitències a la conducció (ESP, ABS, fixació del cap, etc.), així com els elements anomenats de percepcions (dispositius d'enllumenat, retrovisors, neteja-parabrises, clàxon, etc.).
Pel que fa als dispositius d'enllumenat, l'automòbil va equipat amb una sèrie d'elements que informen els altres usuaris de les accions del conductor -els llums de fre vermells adverteixen d'una frenada, els llums de marxa enrere blancs per a la marxa darrere, els intermitents d'un canvi de direcció, etc.- o permeten il·luminar la carretera de nit (llums de posició, de cruïlla, de carretera i antiboira). Aquests llums funcionen gràcies a làmpades halògenes o de descàrrega elèctrica xenó, i, més recentment, gràcies als LEDs. Des de fa poc, els automòbils s'equipen també amb llums de dia per tal de ser percebuts per altres usuaris a distàncies més llargues. Un element d'últim recurs si els elements visuals no s'han percebut consisteix a assenyalar la seva presència o un perill utilitzant el clàxon.

Il·lustracions dels angles de visió dels retrovisors.

Els retrovisors són accessoris indispensables a la conducció d'un automòbil. Estan constituïts per un mirall orientable que permet al conductor conèixer els elements exteriors situats al voltant del seu vehicle. Generalment col·locat dalt del parabrisa i en posició central de cara al conductor, el retrovisor interior permet al conductor visualitzar el que passa darrere el seu vehicle. Aquest retrovisor implica dues posicions: una per al dia i una per a la nit. En aquest últim cas, un segon mirall semireflectant col·locat darrere del mirall permet limitar l'enlluernament pels vehicles que el segueixen. Els retrovisors exteriors, col·locats sobre els alerons de l'automòbil, permeten veure què passa darrere i als flancs del vehicle.
Els neteja parabrises, estan constituïts per un rascador en cautxú, fixat al final d'un braç. L'altra extrem d'aquest braç és solidari amb l'eix d'un motor elèctric manat per un interruptor des de l'habitacle. El braç, gràcies a una molla, pressiona el rascador sobre el vidre amb una certa pressió i permet així, gràcies al moviment de va i ve imprès pel motor, netejar el parabrisa de l'aigua de la pluja. Aquest accessori és present en nombre variable, segons la mida del parabrisa i el disseny dels braços. Se'n troba molt freqüentment en el vidre darrere, generalment un de sol. Present necessàriament al davant. Associats al sistema de netejaparabrises hi ha una bomba elèctrica que bomba aigua d'un dipòsit amb un detergent o sense. El líquid a pressió es condueix per un tub a sortidors que el polvoritzen sobre la superfície del parabrises.

#### Sistemes de seguretat passiva

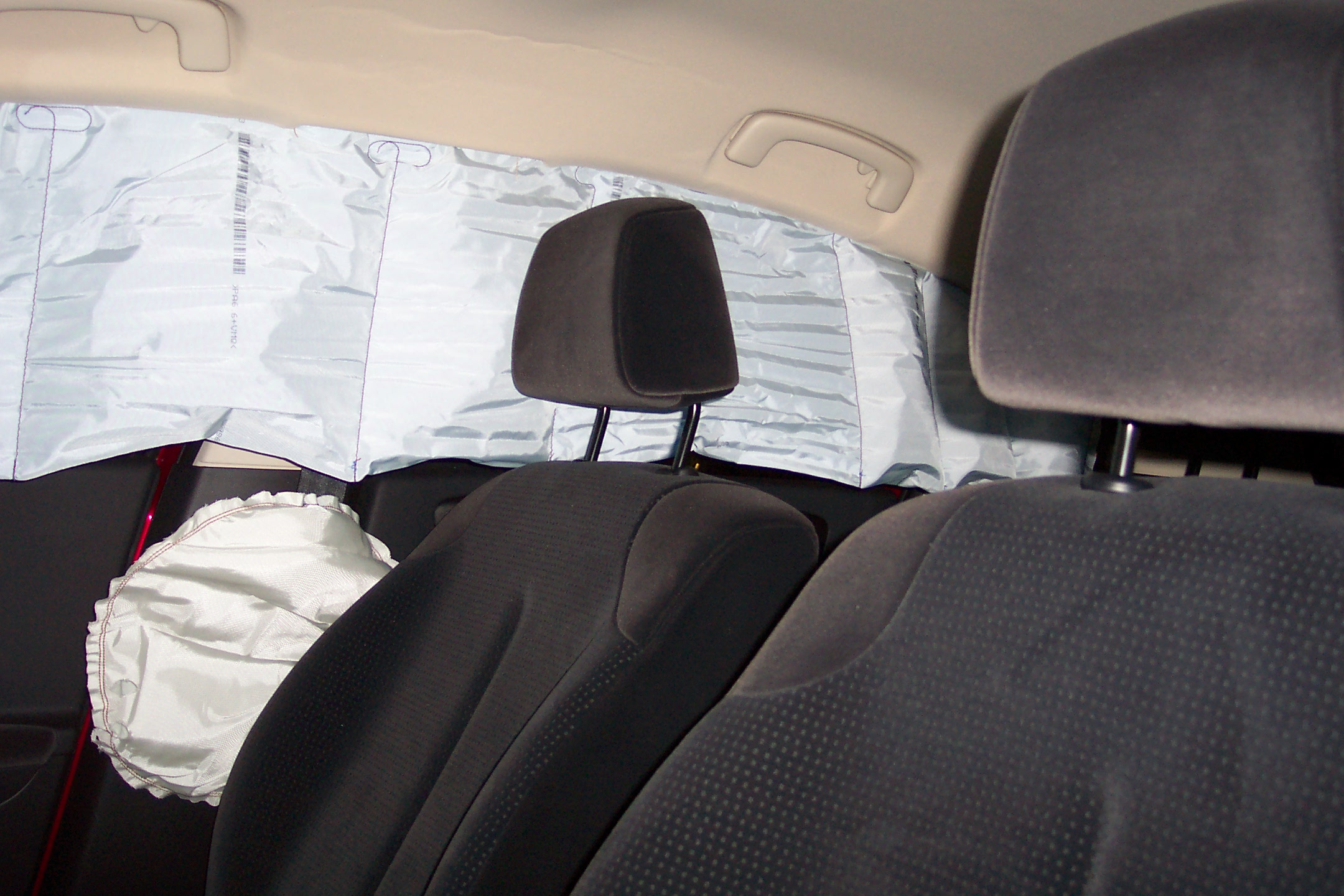
Els «coixins de seguretat cortines» eviten que els passatgers deixin sortir un membre fora del vehicle.

El paper de la «seguretat passiva» és reduir les conseqüències d'un accident quan aquest no s'ha pogut evitar. Els vehicles moderns es dissenyen per tal que un xoc sigui esmorteït per la deformació de les zones perifèriques (capota, motor, xassís, flancs), per preservar la integritat de l'habitacle que es beneficia d'una estructura reforçada. A nivell de l'estructura, de peces és calculada la dimensió perquè es deformi. En tots els casos, s'intenta fer passar les forces generades pel xoc per «tres vies d'esforços».
El coixí inflable de seguretat també pren part en la seguretat passiva. S'activa a partir d'una certa taxa de desceleració i d'una certa velocitat inicial, per tal de limitar el xoc sofert pels ocupants del vehicle, repartint-lo durant un major període (la força aplicada pel xoc és funció de la diferència de velocitat i del temps necessari per canviar de velocitat), i entre una major superfície de contacte (la pressió és la força a suportar dividida entre la superfície a la que s'aplica).
Finalment, el cinturó de seguretat permet mantenir l'ocupant d'un vehicle en moviments en el seient en el moment d'un xoc. Evita la seva ejecció fora del vehicle o la seva projecció contra un part de l'habitacle (tauler de control, parabrisa, etc.). Equipat amb una molla pretensada i amb un limitador d'esforç, permet, com en el cas dels coixins inflables de seguretat, minimitzar la potència del xoc, transferint l'energia del xoc a través de les subjeccions del cinturó.

### Aerodinàmica de l'automòbil
Qualsevol element que es mou a través de l'aire pateix les forces aerodinàmiques. L'estudi d'aquestes permet desenvolupar elements específics per aprofitar aquestes forces, com per exemple els alerons. Les forces que apareixen són una horitzontal al moviment anomenada "resistència a l'avanç", una altra perpendicular a aquesta anomenada "sustentació negativa o càrrega aerodinàmica" i la resultant d'aquestes dos forces anomenada "força aerodinàmica total".
Tres principis físics expliquen perquè es crea:
1.- Teorema de Bernoulli
L'efecte de les baixes pressions que es creen per sobre l'aleró degut a la seva forma, amb les altes pressions que es creen per sota fa que apareguin forces aerodinàmiques.
2.- Equació de continuïtat
L'aire que circula per un conducte augmentarà de velocitat si l'àrea del conducte disminueix i disminuirà si l'àrea augmenta.
3.- Efecte Venturi
Deriva dels anteriors: si en un conducte disminueix l'àrea la velocitat del flux augmentarà i disminuirà la pressió que aquest exerceix.

#### Evolució històrica
- Michael May: primer intent de posar un aleró a un cotxe l'any 1956.
- Jim Hall: primer a utilitzar-lo en competició l'any 1996.
- Peter Wright va aplicar l'efecte Venturi en automobilisme.

La FIA va prohibir el sistema d'efecte terra al llarg del cotxe i va imposar el fons pla; va aparèixer el difusor.
Els últims canvis s'han donat a la F1 per culpa de la crisi econòmica. La limitació econòmica ha afectat molt a l'aerodinàmica que necessita moltes inversions per ser desenvolupada. La FIA ha limitat les hores d'estudi i, conseqüentment, les despeses que es generen en prototips.

## Pioners de l'automòbil
A part dels esmentats a l'apartat d'història cal destacar:
- Adam Opel (1838-1895).
- Andre Citroën (1878-1935).
- Armand Peugeot (1849-1915).
- Carl Benz (1844-1929).
- Charles Stewart Rolls (1877-1910).
- Frederick Henry Royce (1863-1933).
- Gottlieb Daimler (1834-1900).
- Emile Levassor (1843-1897).
- Enzo Ferrari (1898-1988).
- Etore Arcos Isidoro Bugatti (1881-1947).
- Ferdinand Porsche (1875-1952).
- Ferrucio Lamborghini (1916-1993).
- Henry Ford (1863-1947).
- Horace Elgin Dodge (1868-1920).
- Louis Joseph Chevrolet (1878-1941).
- René Panhard (1841-1908).
- Vicenzo Lancia (1881-1937).
- Waltern Owen Bentley (1888-1971).
- Walter Percy Chrysler (1875-1940).

## Tipus d'automòbils
En funció de la capacitat dels seients i de l'ús a què es destinen hi ha diferents tipus d'automòbils (també anomenats "segments", segons la classificació de la Comissió Europea).
Berlina
Són els automòbils més usuals. Tenen capacitat per a quatre o cinc persones i equipatge. Hi ha grandàries compactes, mitjans, grans i de luxe. El nom berlina procedeix de la denominació que se li donava antigament a un carruatge tancat, amb capacitat per a quatre persones.
FamiliarL'automòbil familiar és normalment una versió de la berlina, però de dos volums, és a dir, que la part posterior, que a la berlina és ocupada pel maleter, en el familiar manté l'altura del sostre del vehicle. Així es crea una zona d'equipatge molt àmplia, tant en amplària i profunditat com en altura. Addicionalment poden abatre's els seients posteriors per ampliar encara més l'espai. En la part de darrere el familiar disposa d'una àmplia porta per facilitar la càrrega i descàrrega d'equipatge i objectes voluminosos. Per aquesta raó a aquest tipus d'automòbil se li denomina també 5 portes.
MonovolumEls monovolums han anat adquirint últimament popularitat, sobretot entre les famílies amb diversos xiquets, pel nombre elevat de seients que aquests automòbils ofereixen. Es tracta de models que quant a confort i a comoditat de conducció són comparables a les berlines, però que són una mica més llargs i que mantenen l'altura del sostre al llarg de tot el vehicle. D'aquesta manera hi caben de set a vuit seients, que poden desplaçar-se i fins i tot desmuntar-se, per configurar l'interior de l'automòbil d'acord amb les necessitats del propietari en cada moment. Es denominen en català monovolum, pel fet que tot l'automòbil constitueix un únic cos. El maleter està integrat i disposa d'una porta pròpia, i el motor està allotjat de tal manera que sobreïx molt poc per davant. En anglès a aquests automòbils se'ls coneix com "minivan", de la paraula "van", que significa furgoneta o camió xicotet.
SupercompacteUna recent tendència ha fet aparèixer una sèrie de models de dimensions molt reduïdes, concebuts per al seu ús en ciutats amb molt de trànsit i dificultat d'aparcament. Aquests automòbils disposen de dos seients i de molt poc espai per a l'equipatge.
CoupéSón automòbils de dues places amb maleter més o menys ampli. En algunes ocasions són models adaptats de berlines i en altres són models dissenyats expressament. La paraula coupé procedeix del francès i significa "tallat", al·ludint que l'automòbil, en disposar únicament de dues places, queda tallat per darrere.
RoadsterSón automòbils esportius descapotables. Tenen dos seients i un maleter reduït, que en recollir la capota queda encara més disminuït de grandària. Roadster és el nom anglès que se li donava als antics cotxes esportius descapotables, que disposaven de dues places i un banc plegable per a altres dues persones allotjat al maleter.
Tot camíAquests automòbils han estat desenvolupats en anys recents i constitueixen una combinació entre un tot terreny i un automòbil còmode de ciutat i carretera. La majoria dels fabricants d'aquests automòbils donen més importància a la comoditat que a l'equipament tècnic per a l'ús en terrenys difícils.
Tot terrenyAquests automòbils estan dissenyats específicament per a superfícies de terra, d'arena, de pedres i aigua, en pendents de pujada i baixada pronunciades. Disposen dels mecanismes necessaris per a aquest tipus de conducció, com la tracció a quatre rodes i la reductora de marxes. El centre de gravetat es troba desplaçat cap avall, perquè l'automòbil puga inclinar-se cap als costats fins a un determinat angle. El terme anglès de tot terreny és allroad, és a dir, "totes les carreteres". També es coneix a aquests automòbils amb la denominació 4x4, que significa tracció a quatre rodes.

## Fabricants actuals d'automòbils
Per fabricants d'automòbils s'entenen les companyies que dissenyen, desenvolupen i fabriquen automòbils sota una pròpia identitat, ja siguen empreses independents o integrades en un grup major. En la següent llista s'inclouen els actuals fabricants d'automòbils. Els fabricants ja desapareguts es troben en la llista de marques d'automòbils que apareix més avall.
- Llista de fabricants d'automòbils.

### Marques d'automòbils
Per marques d'automòbils s'entenen totes aquelles denominacions que constitueixen, o que han constituït en el passat, la identitat d'un fabricant o d'una divisió o línia de models d'automòbils.

## L'automòbil a Catalunya
Actualment a Catalunya hi ha dos grans empreses que produeixen automòbils: SEAT i Nissan. SEAT té la seu social i el centre de producció a Martorell. Nissan té la seu social, un centre de recerca, desenvolupament i innovació i una planta de muntatge a Barcelona. Volkswagen Audi España també té la seu social a Barcelona.
Els models d'automòbils de Nissan que es fabriquen a la planta de la Zona Franca de Barcelona són: Nissan Pathfinder, Nissan Navara i Nissan NV200. També la furgoneta X-83 comercialitzada sota les marques Nissan Primastar, Renault Trafic i Opel Vivaro.